# 28 de juny
El 28 de juny és el cent setanta-novè dia de l'any del calendari gregorià i el cent vuitantè en els anys de traspàs. Queden 186 dies per a finalitzar l'any.
És, també, el dia de l'alliberament Lèsbic, Gai, Bisexual i Transsexual, i per això el col·lectiu LGBT organitza diversos actes i manifestacions entorn d'aquesta data.

## Esdeveniments
Països Catalans
- 1811 - Tarragona: assalt i setge de la ciutat per les tropes napoleóniques
- 1888 - Barcelona: es fa públic que el Congrés fundacional de la UGT tindrà lloc entre el 12 i el 14 d'agost de 1888.
- 1931 - Catalunya: a les eleccions generals espanyoles triomfen la coalició de republicans d'esquerra i socialistes.
- 2002 - Catalunya: S'aproven els escuts de Salomó (Tarragonès) i Albatàrrec (Segrià).

Resta del món
- 1389 - Kosovo: L'exèrcit otomà derrota l'exèrcit cristià d'Europa, permetent la conquesta del sud-est d'Europa.[1]
- 1519 - Carles V esdevé emperador del Sacre imperi romà germànic.
- 1593 - França: Es decreta que cap dona ni estranger no pot accedir al tron.
- 1629 - Se signa la Pau d'Alais entre els hugonots i el rei de França Lluís XIII i negociat pel Cardenal Richelieu.[2]
- 1669 - París: fundació de l'Académie royale de musique.[3]
- 1709 - Dresden (Alemanya): Frederic IV de Dinamarca signa una aliança amb August II el Fort de l'electorat de Saxònia en el Tractat de Dresden de 1709 contra l'Imperi Suec durant la Gran Guerra del Nord.
- 1778 - Freehold, Nova Jersey: Batalla de Monmouth, de la Campanya de Filadèlfia durant la Guerra d'Independència dels Estats Units.[4]
- 1914 - Sarajevo (Bòsnia i Hercegovina): hi assassinen l'hereu de la corona austrohongaresa, cosa que desencadenarà la Primera Guerra Mundial.
- 1919 - Versalles (París, França): es signa el Tractat de Versalles que, entre altres punts, representa la creació de la Societat de Nacions, amb Espanya com un dels 42 membres fundadors.[5]
- 1927 - Es funda la companyia aèria Iberia.
- 1930 - Tuva: Promulgació de la seva tercera constitució.
- 1969 - Nova York (Estats Units): Tenen lloc els aldarulls de Stonewall, considerats un punt crucial dels moviments LGTBI.

## Naixements
Països Catalans
- 1725 - Begís, Alt Palància: Antonio Ponz, pintor i escriptor il·lustrat valencià (m. 1792).[6]
- 1813 - Vallmoll, Alt Camp: Maria Antònia París, religiosa catalana fundadora de l'orde de Religioses de Maria Immaculada Missioneres Claretianes.
- 1828 - València: Joaquim Balader i Sanchis, dramaturg valencià (m. 1893).[7]
- 1838 - Sabadell: Francesc Sallarès i Salt, escolapi català.
- 1881 - Cadaqués: Carles Rahola i Llorens, periodista, escriptor, historiador i polític gironí (m. 1939).[8]
- 1931 - Borriana, Plana Alta: Enric Monsonís Domingo polític liberal valencià, segon president del Govern (preautonòmic) del País Valencià (1979-1982 (m. 2011).
- 1935 - Barcelona: Marta Ferrusola i Lladós, muller del 126è president de la Generalitat de Catalunya, Jordi Pujol (m. 2024).[9]
- 1940 - València: José Sanchis Sinisterra, dramaturg i director teatral valencià.
- 1954 - Girona: Anna Maria Birulés, política i directiva empresarial que fou Ministra de Ciència i Tecnologia.[10]
- 1977 - Girona: Anna Allen, actriu de cinema, teatre i televisió catalana.[11]
- 1997 - Ulldecona: Aleix García Serrano, futbolista català.

Resta del món
- 1577, Siegen, Westfàlia: Peter Paul Rubens, el pintor barroc més popular de l'escola flamenca.[12]
- 1712, Ginebra, Suïssa: Jean-Jacques Rousseau, escriptor i pensador francès.[13]
- 1819, 
  - Valenciennes, França): Henri Harpignies, pintor, paisatgista, aquarel·lista i gravador francès de l'Escola de Barbizon (m. 1916).[14]
  - Vižinada, Istriaː Carlotta Grisi, ballarina italiana (m. 1899).[15]
- 1824 - Sainte-Foy-la-Grande, Gironda, França: Paul Broca, metge, anatomista i antropòleg francès, descobridor del centre de la parla (o àrea de Broca) (m. 1880).[16]
- 1867, Agrigent, Itàlia: Luigi Pirandello, escriptor italià, guardonat amb el Premi Nobel de Literatura l'any 1934 (m. 1936).[17]
- 1870, Frades de la Sierra (Salamanca, Espanya): José María Gabriel y Galán, poeta en castellà i dialecte extremeny (m. 1905).
- 1873, Sainte-Foy-lès-Lyon (França): Alexis Carrel, biòleg i cirurgià francès, Premi Nobel de Medicina o Fisiologia de l'any 1912 (m. 1944).[18]
- 1875, Beauvais, França: Henri Léon Lebesgue, matemàtic francès que va fer una gran treball en la teoria d'integrals (m. 1941).[19]
- 1883, Châteldon, Puèi Domat, (França): Pierre Laval, polític francès d'origen occità. Durant la Primera Guerra Mundial fou diputat del departament del Sena pel Partit socialista (1914-1919).Després de la capitulació de França el 1940, fou nomenat viceprimer ministre pel mariscal Henri Philippe Pétain, i seria una de les personalitats més destacades de la França de Vichy (m. 1945).[20]
- 1888, Budapest: Stefi Geyer, violinista hongaresa (m. 1956).[21]
- 1893, Nova York: Florence Henri, fotògrafa i pintora de les avantguardes artístiques del segle xx (m. 1982).[22]
- 1906, Katowice (Imperi alemany) actual Polònia: Maria Göppert-Mayer, física, Premi Nobel de Física de l'any 1963 (m. 1972).[23]
- 1925, Mannheim, (Alemanya): Giselher Klebe, compositor alemany (m. 2009).[24]
- 1927, Delaware, Ohio (EUA): Frank Sherwood Rowland, químic estatunidenc, Premi Nobel de Química de l'any 1995 (m. 2012).[25]
- 1930:
  - Ramelton, Donegal (Irlanda): William C. Campbell, bioquímic i biòleg irlandès, Premi Nobel de Medicina o Fisiologia de 2015.[26]
  - Salvador (Brasil): Itamar Franco, polític brasiler. Fou President del Brasil entre el 2 d'octubre de 1992 i 1 de gener de 1995 (m. 2011).[27]
- 1934, Tunis (Tunísia): Georges Wolinski, dibuixant mort en l'atemptat contra Charlie Hebdo de 2015.[28]
- 1940, Chittagong, Bangladesh: Muhammad Yunus, economista fundador del Grameen Bank, guardonat amb el Premi Nobel de la Pau el 2006.[29]
- 1942, Cofimvaba, Transkei: Chris Hani, polític, militar i activista anti-apartheid sud-africà (m. 1993).[30]
- 1943:
  - Środa Wielkopolska (Polònia): Klaus von Klitzing, físic alemany, Premi Nobel de Física de l'any 1985.[31]
  - Chicago (EUA)ː Donald Johanson, arqueòleg, paleontòleg i paleoantropòleg. Fou un dels descobridors de les cèlebres restes de Lucy, un esquelet d'Australopithecus afarensis femella de 3,2 milions d'anys.[32]
- 1948, Memphis, Tennessee: Kathy Bates, actriu de teatre i cinema nord-americana.[33]
- 1950, Ciutat de Mèxic: Busi Cortés, cineasta, guionista, documentalista i professora mexicana.[34]
- 1952, Bourges (França): Jean-Christophe Rufin, metge, diplomàtic i escriptor francès. Premi Goncourt 2001.[35]
- 1956, Jerusalem, Israel: Amira Hass, periodista israeliana que viu a Gaza des de 1993 i informa des dels territoris ocupats.[36]
- 1966, Uppsala, Suècia: Åsa Larsson, escriptora sueca de novel·la negra.[37]
- 1989, Palència, Espanya: Sergio Asenjo Andrés, porter professional de futbol.

## Necrològiques
Països Catalans
- 1860 - Barcelona: Pere Labèrnia Esteller, lingüista valencià (58 anys).[38]
- 1960 - Lió, França: Jaume Vicens i Vives, historiador, escriptor, catedràtic i editor català (50 anys).
- 1967 - València: Enric Duran i Tortajada, poeta i dramaturg valencià (71 anys).
- 1980 - Los Angeles (Califòrnia, EUA): Josep Iturbi Bàguena, pianista, compositor i director d'orquestra valencià (84 anys).

Resta del món
- 1607, Nàpols: Domenico Fontana, arquitecte i urbanista suís, que va actuar sobretot a Roma i Nàpols durant el Renaixement tardà (63/64 anys)[39]
- 1779, Charleston, Carolina del Sud: Martha Daniell Logan, botànica i recol·lectora nord-americana (n. 1704).[40]
- 1836, Montpelier, Virgínia, EUA: James Madison, advocat i 4t President dels Estats Units (85 anys)[41]
- 1858, Londres: Jane Marcet, escriptora de llibres de divulgació científica, que tingueren una gran popularitat (n. 1769).[42]
- 1876, Viena, Imperi Austrohongarès: August W. Ambros, compositor, musicòleg i crític musical austríac (59 anys)[43]
- 1889, Lynn, Massachusetts, EUA: Maria Mitchell, astrònoma estatunidenca (70 anys)[44]
- 1914:
  - Sarajevo, Imperi Austrohongarès: Francesc Ferran d'Àustria, arxiduc d'Àustria, príncep d'Hongria i de Bohèmia, hereu presumpte a la Corona austrohongaresa (50 anys)
  - Sarajevo, Imperi Austrohongarès: Sofia Chotek von Chotkowa, esposa morganàtica de l'arxiduc Francesc Ferran d'Àustria. L'assassinat de la parella reial va desencadenar la Primera Guerra Mundial (46 anys)
- 1943, Salzburg: Frida Uhl, escriptora i traductora austríaca (71 anys)[45]
- 1974:
  - Belmont (Massachusetts, EUA): Vannevar Bush, informàtic i teòric de la informació (n. 1890).[46]
  - Buenos Aires: María de la O Lejárraga, escriptora espanyola.[47]
- 1975, Rochester, Nova York, EUA: Rod Serling, guionista estatunidenc, creador de la sèrie de televisió The Twilight Zone (50 anys)[48]
- 1992, Moscou, Rússia: Mikhaïl Tal: jugador d'escacs jueu de Letònia, ciutadà soviètic, Gran Mestre, i el vuitè Campió del món d'escacs (55 anys)[49]
- 1998, Indore: Kamala Sohonie, bioquímica índia pionera (n. 1911).

- 2008, Byron Bay: Irina Barónova, ballarina i actriu britànica d'origen rus (n. 1919)[51]
- 2013, Guayaquil (Equador): Kenneth Minogue, teòric polític australià.
- 2018, Ottakring, Viena, Àustria: Christine Nöstlinger, escriptora austríaca (n. 1936)[52]

## Festes i commemoracions
- Festa Local a Olopte, a la comarca de la Cerdanya;
- festes a Santillana del Mar (Cantàbria)

Santoral
Església Catòlica
- Sants al Martirologi romà (2011):
  - Ireneu de Lió, bisbe i màrtir (202);
  - Serè, Haràclides, Herona, Potamiona, Heraides i Marcela d'Alexandria, màrtirs (202);
  - Papa Pau I (767);
  - Argemir de Còrdova, màrtir (856);
  - John Southworth, màrtir (1654);
  - Vincenza Gerosa (1847);
  - Llúcia Wang Cheng, Maria Fan Kun, Maria Qi Yu, Maria Zheng Xu, Maria Du Zhaozhi, màrtirs (1900).
  - Antigament, Luperci d'Aush, bisbe.
  - Beat Heimerad de Meisskirch, prevere (1019);
  - Beat Severianus Baranyk i Joakhim Senkivskyj, preveres màrtirs (1941).
- Sants no inclosos al Martirologi romà:
  - Heraida, màrtir; Hero i Serè, màrtirs;
  - Atili de Trino Vercellese, màrtir (s. IV);
  - Austol de Cornualla (s. VI); Teodequilda de Sens, princesa i monja (598);
  - translació de les relíquies de Juliana de Nicomèdia en Santillana del Mar.
- Beat Eckard de Huysburg, abat (1084);
- Beata Maria Pia Mastena, fundadora (1951).
- Venerable beat Paolo Giustiniani, fundador dels Eremites de Monte Corona.
- Servent de Déu Magí Morera i Feixas, prevere.
- beat Pedro de Oriona (venerat a l'Orde de la Mercè)

Església Copta (21 baoni)
- Nom de Maria;
- Cardó d'Alexandria, bisbe (106);
- Timoteu del Caire, màrtir (s. III-IV).

Església Ortodoxa (segons el calendari julià)
- Se celebren els corresponents a l'11 de juliol del calendari gregorià.

Església Ortodoxa (segons el calendari gregorià) Corresponen als sants del 15 de juny del calendari julià.
- Sants Amós, profeta;
- Cedró d'Alexandria, patriarca (107);
- Hesiqui i companys màrtirs de Mèsia (302);
- Guiu, Modest i Crescència de Lucània, màrtirs;
- Leònida, Líbia i Eutròpia de Palmira, màrtirs (305);
- Dulas d'Egipte, monjo;
- Dulas de Cilícia, màrtir (~305);
- Agustí d'Hipona, bisbe i doctor de l'Església, i la seva mare santa Mònica;
- Orsiesi de Tabenna, monjo (380);
- Jeroni d'Estridó (420);
- Dulas de Cilícia (s. IV);
- Abraham d'Alvèrnia, monjo (477);
- Teodor d'Anastasiòpolis, bisbe (613);
- Miquel de Kíev, metropolità (992);
- Llàtzer de Sèrbia, príncep (1389);
- Espiridó de Sèrbia, patriarca (1388);
- Gregori i Cassià d'Avnezhk, abats (1392);
- Efraïm II de Sèrbia, patriarca (1399);
- Simeó de Novgorod, arquebisbe (1421);
- Jonàs de Moscou, metropolità (1461);
- Jonàs de Peixnoixa (1838);
- Amòs, prevere i màrtir (1918);
- Matej Pavlik, bisbe (1942);
- translació de les relíquies de Teodor de Sició (segle ix);.

Església Ortodoxa Grega
- Fortunat i Acaïc de Corint, deixebles de Crist;
- Esteve màrtir;
- Gràcia, màrtir;
- Josep de Betlem, monjo.

Esglésies luteranes
- Ireneu de Lió, bisbe i màrtir (202).

Església anglicana
- Ireneu de Lió, bisbe i màrtir (202).